# Sårad kyrassiär
Sårad kyrassiär (franska: Le Cuirassier blessé quittant le feu) är en oljemålning av den franske konstnären Théodore Géricault. Den målades 1814 och ingår i samlingarna på Louvren i Paris sedan 1851. Géricault målade även samma år en studie i mindre format (55 x 46 cm) som är utställd på Brooklyn Museum i New York.
Géricault var jämte Eugène Delacroix den franska högromantikens främste företrädare. Sårad kyrassiär följde upp Géricaults genombrott, Kavalleriofficeren, från 1812. Båda målningarna ställdes ut på salongen i Paris 1814 där de köptes av prins (sedermera kung) Ludvig Filip. Framfödda ur Napoleonkrigens händelser visar de triumf och nederlag utan idealisering. Kyrassiären, en ryttare i det franska kavalleriet, vänder sig om samtidigt som han kanar ner för en slänt. Bakom honom syns en grå ovädershimmel som förebådar det franska imperiets fall; Napoleon I hade bara månader innan målningens färdigställande tvingats bort från tronen. 